# (38343) 1999 RG140
1999 RG140 (asteroide 38343) é um asteroide da cintura principal. Possui uma excentricidade de 0.15572900 e uma inclinação de 5.55867º.
Este asteroide foi descoberto no dia 9 de setembro de 1999 por LINEAR em Socorro.